# Brent Hawkes
Brent Hawkes (ur. 2 czerwca 1950 w Bath) – pastor, doktor honoris causa Uniwersytetu York w Ontario.
Brent Hawkes jest duchownym i proboszczem kościoła Metropolitarnego w Toronto w Kanadzie.
14 stycznia 2001 zapisał się w annałach historii współczesnej jako pierwszy duchowny kościoła chrześcijańskiego, który udzielił sakramentu małżeństwa parze dwóch mężczyzn. Było to na rok przed wprowadzeniem prawa do zawarcia związku małżeńskiego dla osób tej samej płci w Holandii – pierwszego kraju na świecie, który zapoczątkował ten współczesny trend w prawie cywilnym.
Pastor Brent Hawkes dla przeprowadzenia tej ceremonii sakramentu małżeńskiego wykorzystał stare prawo kościelne „Ogłoszenia Zapowiedzi” (Publication of the Bans) mówiącego jedynie o dwóch osobach bez wymieniania ich płci. Prawo to było podstawą zapowiedzi i udzielenia związku małżeńskiego pierwszej parze gejów na świecie w dobie współczesnej. Było ono też postawą do procesu sądowego, efektem którego była zmiana kanadyjskiego prawa małżeńskiego.
W maju 2007 Gubernator generalny Kanady nadała pastorowi Brent Hawkes najwyższe odznaczenie cywilne – Order Kanady.
Od 26 lat pozostaje w związku małżeńskim z Johnem Sproulem. Jako pastor od szeregu lat celebruje największą w Kanadzie mszę wigilijną (Pasterka) w której co roku uczestniczy blisko 3000 wiernych.